# Олексій I Комнін
Олексій І Комнін (грец. Αλέξιος Α' Κομνηνός; 1048 за іншими даними: біля 1057 — 15 серпня 1118), візантійський імператор у 1081–1118 роках. Засновник династії Комнінів, яка майже на століття повернула Візантії її колишню славу.
Син Іоанна Комніна, доместіка схол Заходу, та Анни Далассени. Захопив престол, спираючись на військову провінційну знать, яку зміг згуртувати навколо престолу і відтіснити від управління столичну аристократію та впливових чиновників. Олексій І вивів імперію з важкої кризи, перемігши внутрішніх магнатів та зовнішніх ворогів.

## Зовнішня політика

### Війни з Робертом Гвіскаром

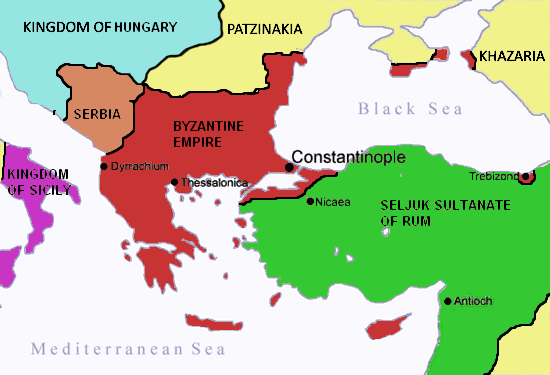
Візантійська імперія за правління Олексія І

Роберт Гвіскар, правитель норманів Південної Італії, давно мріяв розширити свої володіння коштом візантійських територій. Події, що відбувалися останні роки у Константинополі, могли стати якщо не виправданням, то хоча б приводом для вторгнення. Весною 1078 року в Константинополі відбувся переворот, внаслідок якого було скинуто Михаїла VII Дуку та його сина Костянтина, за якого була посватана дочка Роберта Гвіскара, внаслідок чого його дочка та зять стали фактично заручниками, хоч при імператорові Олексію їх становище покращилось. Це було для Гвіскара прекрасною причиною для втручання, однак йому завадило повстання власних васалів у Південній Італії. Через два роки Роберт зміг використати для своєї цілі інший сприятливий момент. В Італії літом 1080 р. появився один грек, що видавав себе за Михаїла VII і просив у норманів допомоги, щоб повернути собі владу. Хоч без сумніву це був самозванець, Роберт прийняв його і оголосив, що його метою відтепер стає повернення самозванцю престолу.
Олексій Комнін, отримавши імперію у повній розрусі та з пустою казною, змушений був віддати під заставу церковне начиння, щоб здобути кошти на формування нового війська. Олексій не міг у цій боротьбі покладатися лише на власні сили, тому він розпочав переговори із папою Григорієм VII і німецьким імператором Генріхом, а також заручився підтримкою Венеції, яка мала забезпечити йому перевагу у флоті.
Роберт вирушив у похід 1 травня 1081 року. Син Роберта Боемунд з 15 кораблями пішов переду, щоб приготувати на Епірському березі місце висадки для норманського війська. Він встиг заволодіти береговими містами Валлона, Каніна і Орік. Роберт без зусиль висадився у згаданих морських гаванях та попрямував до Корфу, примусивши його до здачі, а потім пішов на головне місто цієї частини Епіру — Діррахій, або Драч (нині Дуррес). Гарнізоном міста керував Георгій Палеолог. Також візантійцям допомагав венеціанський флот на чолі з Доменіко Сельво.
Облога міста тривала до жовтня 1081 року. Тоді із столиці прибув імператор Олексій із 70 тис. найманців. Попри поради Палеолога ухилитися від генерального бою, Олексій зважився вступити в бій і програв його. Після цього бою, який показав всі переваги військового таланту Роберта Гвіскара, який розбив у кілька разів сильнішого ворога, доля Драча була вирішена.
За допомогою хрестоносців Олексій повернув імперії частину Малої Азії, змусивши їх передати значну частину захопленого.
Переслідував павликіан та богомилів, реформував і зміцнив державний апарат, активно залучав до державної служби іноземців. За Олексія І відбудовувалися міста, відроджувалися ремесла та торгівля.
Його дочкою була Анна Комніна, відомий історик, вона описала правління батька в «Олексіаді». Спадкоємцем Олексія став його старший син Іоанн II Комнін.